# Sungai Tunu
Sungai Tunu is een bestuurslaag in het regentschap Zuid-Pesisir van de provincie West-Sumatra, Indonesië. Sungai Tunu telt 2659 inwoners (volkstelling 2010).